# Момо (филм из 1986)
Момо је фантастични филм немачког редитеља Јоханеса Шафа из 1986. године, снимљен у немачко-италијанској копродукцији. Заснован је на роману Момо Михаела Ендеа из 1973. Као и роман и филм представља Ендеову критику савременог друштва, у којој он указује на судбину модерног човека коме је време постало мерило свега вредног. Савремени човек је приказан као жртва све веће жеље за успехом, због чега се удаљава од емоција. Са више од 2 милиона биоскопских гледалаца Момо је био један од 10 најуспешнијих немачких филмова 1986. године.
У филму Момо своју последњу филмску улогу остварио је амерички редитељ, глумац и писац Џон Хјустон, а једну од улога глуми и аутор романа Михаел Енде.

## Радња филма
У рушевинама амфитеатра недалеко од неименованог италијанског града живи Момо, девојчица мистериозног порекла. Она је омиљена у комшилуку јер има изузетну способност да заиста слуша шта јој људи говоре. Дружењем са људима и слушањем она им помаже да пронађу одговоре на своје проблеме, помире се једни с другима и смисле забавне игре. Ову пријатну атмосферу квари долазак Људи у сивом. Ови чудни појединци представљају Штедионицу времена и промовишу међу становништвом идеју уштеде времена, времена које се може депоновати у Банци и касније вратити клијенту уз камату. У стварности, што више времена људи штеде, то га мање имају. Време које уштеде је заправо изгубљено за њих, троше га Људи у сивом. Може да им се супротстави само девојчица Момо, која путује изван границе времена да би открила њихове мрачне тајне. У спасавању човечанства помажу јој учитељ Хора, управљач временом, и необична корњача Касиопеја која може да види будућност, али само пола сата.

## Улоге
- Радост Бокел - Момо
- Леополдо Триесте - Бепо
- Бруно Стори - Гиги
- Марио Адорф - Никола
- Армин Милер Штал - вођа Сиве господе
- Џон Хјустон - мајстор Хора
- Кончета Русино - Лилиана
- Силвестер Грот - агент BLW/553 X
- Нинето Даволи - Нино
- Франческо де Роса - господин Фуси
- Елиде Мели - госпођа Дариа
- Михаел Енде - путник у возу (писац приче коју је испричао мајстор Хора)

## Учешће аутора
У поговору на крају романа Енде признаје да је целу бајку написао на основу сећања на причу коју је чуо од сапутника у возу. Из контекста се може претпоставити како је то могао бити мајстор Хора. У филму Михаел Енде игра управо улогу тог путника у возу који записује причу коју му мајстор Хора прича, а епилог приче је померен на почетак филма. Филм Момо верно прати радњу романа, а Мајкл Енде је изричито одобрио филмску адаптацију, за разлику од екранизације Бескрајне приче, чијим сценариом је био незадовољан толико да је чак покренуо судски спор да се снимање обустави..